# Образовательный фонд для демократии
Образовательный фонд для демократии (пол. Fundacja Edukacja dla Demokracji) — польский фонд, имеющий статус организации общественной пользы. Независимая некомерческая неправительственная организация, создана в 1989 году.

## История
Фонд начал свою деятельность в 1989 году благодаря сотрудничеству польских и американских педагогов, в частности Американской федерации учителей (American Federation of Teachers) в Польше. Среди создателей были Анджей Яновски, Виктор Кулерски, Януш Онышкевич, Эдвард Вечорек, Яцек Возняковски, Ян Пётр Ласота- Хиршович, Сандра Фельдман, Херберт Магидсон, Диана Равитч и Альберт Шанкер.
За свою деятельность Фонд был удостоен награды  Democracy and Civic Society Award (1998), получил звание  Институция Pro Publico Bono (2004),  был признан Неправительственной Организацией Центрально-Восточной Европы 2009 года (2009) и медалью Польской гуманитарной акции (2010).
Фонд является членом создателем Союза обществ Группа Заграница и сети Education for Democracy International Network EDIT-net. С января 2012 года участвует в Коалиции в пользу ученических самоуправлений. Также сотрудничает c Польско-Американским Фондом Свободы и Московской школой гражданского просвещения.
Летом 2015 года в России, в соответствии с Федеральным законом № 272-ФЗ от 28.12.2012, Фонд «Образование для Демократии» вошёл в «патриотический стоп-лист», который был разработан в Совете федерации. Согласно этому «стоп-листу» деятельность фонда является нежелательной на территории страны.

## Деятельность
Деятельность Фонда сосредоточена на трёх основных направлениях:
- Социализация и демократизация школы
- Гражданская активность и ответственность
- Глобальная солидарность

Актуальные действия и программы:
- Программа Преобразования в регионе — RITA — программа Польско-Американского Фонда Свободы, целью которой является передача опыта польской трансформации странам Центральной и Восточной Европы, Кавказа и Центральной Азии[8] .
- Глобальное просвещение — программа, в рамках которой организуется регрантинговый конкурс для польских неправительственных организаций на действия в области глобального просвещения и просвещения развития[9].
- Szkoła.PL — программа поддержки дополнительных школ — программа обращена к польским дополнительным школам, находящимся за пределами Польши[10].
- Гражданское просвещение за рубежом — в рамках программы были реализованы проекты в странах: Армения, Азербайджан, Беларусь, Грузия, Молдова, Россия, Таджикистан, Тунис, Узбекистан[11].
- Строительство потенциала и продвижение самоуправленческой деятельности учеников в Польше — проект, которого целью является улучшение функционирования самоуправления школьников избранных школ люблинского, мазовецкого, подляского и свентокшиского воеводств[12].
- Меньшинства локально активны — проект направлен на белорусское, чешское, литовское, немецкое, словацкое и украинское меньшинства с целью повышения гражданской активности их представителей в общественной жизни, особенно в локальном размере[13].
- Путь Сакрального барочного искусства им. Михаэля Вильманна — проект, который реализуется совместно с Вроцлавским Университетом и Домом встреч им. Ангелуса Силезиуса, и целью которого является активизация локального общества, обращение внимания на сакральные памятники старины барочного искусства в Силезии и расширение доступа к ним[14]. Опыт работы в Силезии используется при создании барочного пути в Беларуси и при сотрудничестве с партнёрами из Болгарии.
- Портал международного сотрудничества и поддержки гражданского общества в регионе Восточной Европы и Центральной Азии (Civiportal.org[15]).
- Стипендиальная программа им. Лейна Киркланда — стипендиальная программа Польско-Американского Фонда Свободы для лиц, заинтересованных в проведении двухсеместрового последипломного обучения в Польше[16].

## Руководство Фонда
Наблюдательный совет:
- Малгожата Наимска – Председатель совета
- А́нджей Даковский
- Марек Фронцковяк
- Мацей Козыра
- Томаш Марацевич
- Януш Онышкевич
- Ежи Виневски
- Ян Якуб Выгнанский

Правление Фонда:
- Мартина Богачик – Председатель правления
- Яцек Подольски – вице-председатель правления